# Grunow (Oberbarnim)
Grunow è una frazione (Ortsteil) del comune tedesco di Oberbarnim, nel Land del Brandeburgo.

## Storia
Il 31 dicembre 2001 il comune di Grunow venne fuso con i comuni di Bollersdorf e di Klosterdorf, formando il nuovo comune di Oberbarnim.

## Geografia antropica
Il territorio della frazione di Grunow comprende anche la località di Ernsthof.

## Amministrazione
La frazione è rappresentata da un "presidente di frazione" (Ortsvorsteher).